# Patinatge artístic als Jocs Olímpics d'Hivern de 1924
Als Jocs Olímpics d'Hivern de 1924 celebrats a la ciutat de Chamonix (França) es disputaren tres proves de patinatge artístic sobre gel, una en categoria masculina, una altra en categoria femenina i una tercera en categoria mixta per parelles. Les proves es disputaren entre els dies 29 i 31 de gener de 1924 a les instal·lacions de Chamonix.

## Debut als Jocs Olímpics d'estiu
Setze anys abans de la realització dels Jocs Olímpics d'hivern de 1924 celebrats a Chamonix el patinatge artístic sobre gel debutà en els Jocs Olímpics d'Estiu de 1908 celebrats a Londres (Regne Unit). Després de la seva absència en els Jocs Olímpics d'estiu de 1912 el patinatge artístic novament fou esport olímpic en els Jocs Olímpics d'Estiu de 1920 celebrats a Anvers (Bèlgica).
A partir de la realització específica dels Jocs Olímpics d'Hivern aquest esport, considerat com un esport d'hivern, passà a disputar-se en aquestes olimpíades. El suec Gillis Grafström es convertí, juntament amb la selecció canadenca d'hoquei sobre gel, amb els únics campions olímpics que han revalidat el seu títol dels Jocs Olímpics d'Estiu en uns Jocs Olímpics d'Hivern.

## Comitès participants
Hi participaren un total de 29 patinadors, entre ells 16 homes i 13 dones, d'11 comitès nacionals diferents. Vuit patinadors competiren tant en categoria individual com per parelles.
| - Àustria (4) (homes:2 dones:2) - Bèlgica (3) (homes:2 dones:1) - Canadà (2) (homes:1 dones:1) - Estats Units (3) (homes:1 dones:2) - Finlàndia (2) (homes:1 dones:1) - França (5) (homes:3 dones:2) |  | - Noruega (1) (homes:0 dones:1) - Regne Unit (6) (homes:3 dones:3) - Suècia (1) (homes:1 dones:0) - Suïssa (1) (homes:1 dones:0) - Txecoslovàquia (1) (homes:1 dones:0) |

## Resum de medalles

### Categoria masculina
| Prova              | Or               | Argent      | Bronze           |
| Individual detalls | Gillis Grafström | Willy Böckl | Georges Gautschi |

### Categoria femenina
| Prova              | Or          | Argent           | Bronze        |
| Individual detalls | Herma Szabo | Beatrix Loughran | Ethel Muckelt |

### Categoria mixta
| Prova            | Or                                      | Argent                                         | Bronze                            |
| Parelles detalls | ÀustriaHelene Engelmann · Alfred Berger | FinlàndiaLudowika Jakobsson · Walter Jakobsson | FrançaAndrée Joly · Pierre Brunet |

## Medaller
| Posició | País         | Or | Argent | Bronze | Total |
| 1       | Àustria      | 2  | 1      | 0      | 3     |
| 2       | Suècia       | 1  | 0      | 0      | 1     |
| 3       | Estats Units | 0  | 1      | 0      | 1     |
| 3       | Finlàndia    | 0  | 1      | 0      | 1     |
| 5       | França       | 0  | 0      | 1      | 1     |
| 5       | Regne Unit   | 0  | 0      | 1      | 1     |
| 5       | Suïssa       | 0  | 0      | 1      | 1     |
|         |              |    |        |        |       |
| Total   | Total        | 3  | 3      | 3      | 9     |